# Kabinett Teemant III

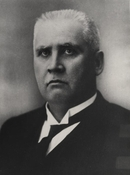
Regierungschef Jaan Teemant

Regierung der Republik Estland unter dem Staatsältesten Jaan Teemant (Kabinett Teemant III). Amtszeit: 4. März 1927 bis 9. Dezember 1927.

## Regierung
Die Regierung Jaakson war nach offizieller Zählung die 16. Regierung der Republik Estland seit Ausrufung der staatlichen Unabhängigkeit 1918. Sie blieb 281 Tage im Amt.
Der Regierung gehörten wie bereits im vorherigen Kabinett Vertreter der Põllumeeste Kogud (Bund der Landwirte, PK), der Kristlik Rahvaerakond (Christliche Volkspartei, KRE), der Eesti Rahvaerakond (Estnische Volkspartei, ER), der Partei der Asunikud, riigirentnikud ja väikepõllupidajad („Siedler, Staatspächter und Kleinbauern“) und der Üleriikline Majaomanikkude Seltside Liit (Gesamtstaatliche Union der Hauseigentümer, ÜMSL) an.

## Kabinett
| Ressort                        | Name                  | Amtszeit                | Partei    |
| ------------------------------ | --------------------- | ----------------------- | --------- |
| Staatsältester                 | Jaan Teemant          | 04.03.1927 – 09.12.1927 | PK        |
| Außenminister                  | Friedrich Karl Akel   | 04.03.1927 – 11.11.1927 | KRE       |
| Außenminister                  | Aleksander Hellat     | 11.11.1927 – 09.12.1927 | parteilos |
| Innenminister                  | Jaan Hünerson         | 04.03.1927 – 09.12.1927 | PK        |
| Landwirtschaftsminister        | Oskar Köster          | 04.03.1927 – 09.12.1927 | ARV       |
| Bildungsminister               | Jaan Lattik           | 04.03.1927 – 09.12.1927 | KRE       |
| Arbeits- und Sozialminister    | Jaan Masing           | 04.03.1927 – 09.12.1927 | ÜMSL      |
| Gerichtsminister               | Otto Tief             | 04.03.1927 – 09.12.1927 | ARV       |
| Finanzminister                 | Leo Sepp              | 04.03.1927 – 09.12.1927 | parteilos |
| Kriegsminister                 | Nikolai Reek          | 04.03.1927 – 09.12.1927 | parteilos |
| Verkehrsminister               | August Kerem          | 04.03.1927 – 09.12.1927 | ER        |
| Handels- und Industrieminister | Karl Ferdinand Kornel | 04.03.1927 – 09.12.1927 | ER        |